# Lakota (département)
Pour les articles homonymes, voir Lakota.
Le département de Lakota est un département situé au sud-ouest de la Côte d'Ivoire. 